# Constanze Giese
Constanze Giese (* 1966) ist eine deutsche römisch-katholische Moraltheologin und Hochschullehrerin. Sie lehrt seit 2001 als Professorin für Ethik und Anthropologie an der Katholischen Stiftungsfachhochschule München im Studiengang Pflegemanagement/Pflegepädagogik.

## Leben
Nach einer Ausbildung zur Krankenschwester (Examen 1989) arbeitete Constanze Giese in diesem Beruf auf einer Intensivstation (bis 1990) und in der Akutpsychiatrie (bis 1996).
Sie studierte Katholische Theologie an der Ludwig-Maximilians-Universität und Philosophie an der Hochschule für Philosophie S.J. in München 1990–1992 und nahm am 1992–1993 Theologischen Studienjahr in Jerusalem teil. In München setzte sie dann 1993–1996 ihr Theologiestudium fort und schloss dort mit dem Diplom in Theologie ab.
Es folgte 1995–2001 ein Promotionsstudium in Moraltheologie in Münster und München (dort bei Johannes Gründel), das sie 2001 mit der Promotion zum Doktor der Theologie abschloss.
Sie arbeitete 1996–2001 als Referentin in der Erwachsenenbildung und als Dozentin für Ethik in der Pflege. Seit 2001 ist sie als Professorin an der Katholischen Stiftungsfachhochschule München, Studiengang Pflegemanagement / Pflegepädagogik tätig. Vom Wintersemester 2007/2008 bis zum Wintersemester 2009 übte sie das Amt der Dekanin im Fachbereich Pflege aus, seit dem Beginn des Wintersemesters 2010/2011 nimmt sie die Studiengangsleitung im Studiengang „Pflege dual“ wahr, ebenso seit 2012 die Studiengangsleitung für den Masterstudiengang „Klinische Seelsorge“.

## Arbeits- und Forschungsschwerpunkte
- Verantwortlich für den Studienbereich 2 „Person- und Wertorientierung“
- Stipendienberatung für Studierende im Fachbereich Pflege
- Vertrauensdozentin der Friedrich-Ebert-Stiftung,
- Ansprechpartnerin für Stipendienbewerbung

In Forschung und Lehre:
- Ethik in Pflege und Pflegemanagement,
- anthropologische Grundlagen der Ethik im Gesundheitswesen,
- Fallarbeit und Fragen der Vermittlung von Ethik in der Erwachsenenbildung
- Auslandskontakte und Internationales im Fachbereich Pflege

## Mitgliedschaft und Mitarbeit in Fachverbänden und Arbeitsgruppen
Funktionen, Mitgliedschaften in Einrichtungen, Vereinen oder Gremien:
- 1999–2004 Mitarbeit in der Arbeitsgruppe „Pflege und Ethik“ München,
- seit 1996 Mitglied in der Akademie für Ethik in der Medizin (AEM), Göttingen,
- Mitarbeit in der AG „Pflege und Ethik“ der AEM
- Mitglied im Netzwerk Soziale Theologie
- seit 2010 Mitglied im Gesundheitsforum der Süddeutschen Zeitung

## Schriften

### Publikationen in Buchform
- Die Patientenautonomie zwischen Paternalismus und Wirtschaftlichkeit. Das Modell des „informed consent“ in der Diskussion (= Studien der Moraltheologie. Band 22). Dissertation. Universität München 2001. Münster, Hamburg, London 2002, ISBN 3-8258-5771-9.
- Akademie für Ethik in der Medizin e.V. (Verantwortlich: Arbeitsgruppe „Pflege und Ethik“) (Hrsg.), Irmgard Hofmann (Redaktion, Bearbeitung), Constanze Giese (Mitarb.): Ethik-Theorie im Pflegeunterricht: „mein Wille geschehe …!?“. Die Pflege im Spannungsfeld von Autonomie und Fürsorge. Göttingen 2002.
- mit Christian Koch, Dietmar Siewert: Pflege und Sterbehilfe. Zur Problematik eines (un-)erwünschten Diskurses. Frankfurt am Main 2006, ISBN 3-938304-17-0.

### Beiträge in Sammelwerken
- Eingebettet in Krankenakten. Würde und Autonomie der Patienten. In: Antonio Autiero, Stephan Goertz, Magnus Striet (Hrsg.): Endliche Autonomie. Interdisziplinäre Perspektiven auf ein theologisch-ethisches Programm. Münster 2004.
- Informed Consent – informierte Zustimmung als Voraussetzung für Behandlung und Forschung – Die Rolle der Pflegenden in Theorie und Praxis. In: A. Thoke-Colberg (Hrsg.): Anwendungsorientierte Pflegeforschung. Ethik in der Pflege. München 2004, S. 145–152.
- Falldiskussion als Reflexion eigener Praxis. In: Arbeitsgruppe „Pflege und Ethik“ der Akademie für Ethik in der Medizin e.V. (Hrsg.): „Für alle Fälle …“ Arbeit mit Fallgeschichten in der Pflegeethik. Hannover 2005, S. 155–167.
- Ethik im Pflegemanagement. In: CD-Rom-Klinikmanager Pflege, Praktisches Wissen. 2006.
- Problemaufriss. In: Constanze Giese, Christian Koch, Dietmar Siewert: Pflege und Sterbehilfe. Zur Problematik eines (un-)erwünschten Diskurses. Frankfurt am Main 2006, ISBN 3-938304-17-0, S. 13–36.
- Die Zukunft der Pflege hat bereits begonnen. In: Susanne Sandherr, Franz Schmid, Hermann Sollfrank (Hrsg.): Einhundert Jahre Ausbildung für soziale Berufe mit christlichem Profil. Von Ellen Ammanns sozial-caritativer Frauenschulung zur Katholischen Stiftungsfachhochschule München. 1909–2009. München 2009, ISBN 978-3-7698-1733-1, S. 177–183.
- Ethik im Pflegemanagement. In: Peter Bechtel (Hrsg.): Erfolgreiches Pflegemanagement im Krankenhaus. Antworten auf Führungsfragen von morgen. Köln 2009, ISBN 978-3-7747-2128-9, S. 131–155.
- mit Christian Koch: „Essen und Trinken hält Leib und Seele zusammen“ – Kulturanthropologische Aspekte menschlicher Ernährung. In: Silvia Agbih: Essen und Trinken im Alter. Mehr als Ernährung und Flüssigkeitsversorgung. Ethische Aspekte. (= Pflegiothek). Berlin 2010, ISBN 978-3-06-455177-0, S. 75–84.
- Pflegemanagement in ethischer Perspektive. Ethisch denken und handeln in den Praxisfeldern der Pflege, in: Settimio Monteverde (Hrsg.), Handbuch Pflegeethik, Stuttgart 2012, ISBN 978-3-17-021080-6, S. 156–172.
- Verschobene Koordinaten: Zeit und Zeiterleben, in: Christoph Fuchs (Hrsg.), Heiner Gabriel (Hrsg.), Josef Raischl (Hrsg.), Hans Steil (Hrsg.), Ulla Wohlleben (Hrsg.), Palliative Geriatrie. Ein Handbuch für die interprofessionelle Praxis (= Münchner Reihe palliative care, Band 9), Stuttgart 2012, ISBN 978-3-17-021734-8, S. 25–31.
- Wissen – Können – Sollen. Ethik in der Pflegebildung als Ethik eines Careberufes. Vorüberlegungen zur Förderung (pflege-)ethischer Kompetenz, in: Elisabeth Linseisen (Hrsg.), Charlotte Uzarewicz (Hrsg.), Aktuelle Pflegethemen lehren. Wissenschaftliche Praxis in der Pflegeausbildung (= Dimensionen sozialer Arbeit und der Pflege, Band 14), Stuttgart 2013, ISBN 978-3-8282-0575-8.

### Artikel
- Einführung in den Ethikunterricht. In: Pflegemagazin. Dezember 2000, S. 50/51.
- mit anderen: Praxisreflexion – ethische Problemsituationen im Pflegemanagement. In: Pflegeimpuls. 12/2002, S. 272–277.
- mit anderen: Selbstlähmung statt Personalführung – Ein Fall sexueller Belästigung am Arbeitsplatz. In: Pflegeimpuls. 10/2003, S. 218–222.
- Ethik in der Pflege. In: Pflege in Bayern. 11. Ausgabe, Juli–September 2009, S. 7–9.
- Pflegeethik in Zeiten der Krise, aktuelle Anforderungen an eine Ethik der Pflege. In: zur debatte. 2/2009.
- German nurses, euthanasia and terminal care. A personal perspective. In: Nursing Ethics. Heft 16 (2), 2009, S. 231–237.
- Pflegebildung zwischen Entprofessionalisierung und Akademisierung. In: Soziale Arbeit. Heft 4, 2011, S. 129–137.
- Anforderungen an die Pflege – als Kunst, Handwerk und Wissenschaft, in: Pflege in Bayern, 19. Ausgabe, Juli–September 2011, S. 6–9.
- Den eigenen Tod sterben können. Pflege in der letzten Lebensphase, in: Pflegezeitschrift, Jahrgang 66, 2013, Heft 1, S. 14–18.

### Präsentation (Auswahl)
- „Zwei gesunde Hände und das Herz auf dem rechten Fleck…?“ – Schlüsselkompetenzen in der Altenpflege. Präsentation am Fachtag „Pflegen kann doch jeder“ 9. Dezember 2010 in Nürnberg.
- Studium Pflege dual ausbildungsintegrierender Bachelorstudiengang (BA ScN). Flyer zum Studiengang Stand September 2008.

### Rezensionen (Auswahl)
- Rezension zu Irmgard Hofmann, Stress und Burnout Prävention in der Pflege für die Aus-, Fort- und Weiterbildung (Illustration: Natascha Welz), (= Reihe Pflegiothek), Berlin 2010, ISBN 978-3-06-455187-9, in: Dr.med.Mabuse,.[1]